# Great Wall Airlines
Great Wall Airlines Company Limited fue una aerolínea de carga china con sede en Shanghái. Operaba servicios de carga a Europa, EE. UU. y Asia. Su base principal era el Aeropuerto Internacional de Shanghái-Pudong. La aerolínea se fusionó con China Cargo Airlines en 2011.

## Historia
La aerolínea realizó su primer vuelo desde Shanghái a Ámsterdam el 1 de junio de 2006, con una frecuencia inicial de seis vuelos a la semana.  Fue creada como una empresa conjunta entre China Eastern Airlines (51%), Singapore Airlines Cargo (25%) y Dahlia Investments (24%), una subsidiaria de Temasek Holdings con sede en Singapur.
La aerolínea suspendió sus operaciones el 18 de agosto de 2006 después de que su empresa matriz, China Great Wall Industry, fuera sancionada por el Departamento del Tesoro de los Estados Unidos por supuestamente suministrar tecnología de misiles a Irán. Todos los aviones fueron devueltos a Singapore Airlines Cargo. El 13 de diciembre de 2006 se anunció que las sanciones contra Great Wall Airlines fueron retiradas y que la aerolínea reanudaría el servicio en febrero de 2007. La aerolínea reanudó los servicios regulares a Ámsterdam, Incheon y Mumbai/Chennai.
En el primer semestre de 2011 se fusionó, junto con la división de carga de Shanghai Airlines, a China Cargo Airlines.

## Flota
Al momento de la fusión, la flota de Great Wall Airlines consistía en las siguientes aeronaves:
- 1 Boeing 747-400BCF
- 2 Boeing 747-400F